# Деграсси: Новый класс
«Деграсси: Новый класс» (англ. Degrassi: Next Class) — канадский подростковый телевизионный сериал из цикла «Деграсси». Является сиквелом сериала «Следующее поколение».
Премьера состоялась в январе 2016 года на платном канале Family Channel В США транслировался на телеканале Netflix.

## Обзор серий
| Сезон | Сезон | Кол-во эпизодов | Выпуск на Netflix | Выпуск в Канаде | Выпуск в Канаде  |
| Сезон | Сезон | Кол-во эпизодов | Выпуск            | Первый показ    | Последний показ  |
| ----- | ----- | --------------- | ----------------- | --------------- | ---------------- |
|       | 1     | 10              | 15 января 2016    | 4 января 2016   | 15 января 2016   |
|       | 2     | 10              | 22 июля 2016      | 19 июля 2016    | 20 сентября 2016 |
|       | 3     | 10              | 6 января 2017     | 9 января 2017   | 20 января 2017   |
|       | 4     | 10              | 7 июля 2017       | 3 июля 2017a    | 14 июля 2017     |

↑ Четвёртый сезон был показан на Family Channel App 30 июня 2017, за 4 дня до премьеры на телевидении. 